# Alikovo
Alikovo (en ruso: Аликово; en chuvasio: Элĕк, Ėlek) es una localidad rural (según la división administrativa rusa, un selo), que además es el centro administrativo del distrito de Alikovo, ubicado en la república autónoma de Chuvasia, Rusia, que se encuentra de 67 kilómetros al sur de Cheboksary.
La mayoría de los 2500 habitantes de esta localidad es de etnia chuvasia. Las infraestructuras del poblado incluyen un centro de cultura, un teatro, una biblioteca, clínicas médicas y varias tiendas.
El río Abašyrma discurre cerca de Alikovo y la aldea más cercana es Siner.
El clima del poblado es continental, con inviernos fríos y largos y veranos cálidos. La temperatura media de enero es de -12,9 °C;  la temperatura media de julio es 18,3 °C. La temperatura mínima registrada es -44 °C y el principio -37 °C. Las precipitaciones anuales medias son de a 552 milímetros.